# Gabriele de 'Gabrielli
Gabriele de 'Gabrielli (Fano, 1445 - Roma, 5 de novembro de 1511) foi um cardeal do século XVI.

## Primeiros anos
Nasceu em Fano em 1445. De uma família nobre. Ele foi chamado de Cardeal de Urbino.

## Juventude
Nomeado protonotário apostólico no pontificado do Papa Alexandre VI. Agente do Cardeal Giuliano della Rovere, futuro Papa Júlio II, quando este se encontrava na França como exilado voluntário durante a disputa entre o Papa Alexandre VI e a família Della Rovere; seu familiar quando o cardeal Giuliano foi eleito papa.

## Episcopado
Eleito bispo de Urbino em 27 de março de 1504; entronizado em 1505; ocupou a sé até sua morte. Consagrado em 9 de abril de 1504, no Vaticano, Roma, pelo Papa Júlio II, auxiliado pelo Cardeal Antonio Pallavicini, bispo de Orsense, e pelo Cardeal Giovanni San Giorgio, bispo de Parma; na mesma cerimônia foram consagrados o cardeal Raffaele Sansone Riario, bispo de Albano; o cardeal Galeotto Franciotti della Rovere, bispo de Lucca; e os futuros cardeais Francesco Alidosi, bispo de Mileto; e Antonio Ferrero, bispo de Noli. Secretário papal. Abade comendador de S. Salvatore, Perugia; e de S. Leonardo, Fermo.

## Cardinalato
Criado cardeal diácono no consistório de 1º de dezembro de 1505; publicado em 12 de dezembro de 1505; recebeu o barrete vermelho e a diaconia de S. Ágata em Suburra, em 17 de dezembro de 1505. Optou pela ordem de cardeais sacerdotes e pelo título de S. Prassede, em 11 de setembro de 1507; manteve em comenda sua diaconia até sua morte. Legado em Perugia; teve que renunciar pouco depois devido a problemas de saúde; voltou para Roma. Legado à conferência entre o rei Luís XII de França e o rei Fernando I de Aragão, celebrada em Savona. A pedido seu e de Guidubaldo, duque de Urbino, o Papa Júlio II estabeleceu naquela cidade um tribunal da Rota.
Morreu em Roma em 5 de novembro de 1511, no Palácio Apostólico. Sepultado em sua igreja titular de S. Prassede, Roma. Seu breve epitáfio foi colocado por Lodovico Galeotto e seus sobrinhos e herdeiros, Pietro e Andrea de' Gabrielli.